# Яньшань (повіт, Юньнань)
23°36′47″ пн. ш. 104°20′28″ сх. д. / 23.61299° пн. ш. 104.3411° сх. д.
Яньшань (кит. 砚山县, пін. Yànshān Xiàn) — один із повітів КНР у складі Веньшань-Мяо-Чжуанської автономної префектури, провінція Юньнань. Адміністративний центр — містечко Цзянна.

## Географія
Яньшань лежить на висоті близько 1540 метрів над рівнем моря на півдні Юньнань-Гуйчжоуського плато.

### Клімат
Повіт знаходиться у зоні, котра характеризується океанічним кліматом субтропічних нагір'їв. Найтепліший місяць — червень із середньою температурою 21,1 °C. Найхолодніший місяць — січень, із середньою температурою 9,2 °С.
| Клімат повіту Яньшань   | Клімат повіту Яньшань | Клімат повіту Яньшань | Клімат повіту Яньшань | Клімат повіту Яньшань | Клімат повіту Яньшань | Клімат повіту Яньшань | Клімат повіту Яньшань | Клімат повіту Яньшань | Клімат повіту Яньшань | Клімат повіту Яньшань | Клімат повіту Яньшань | Клімат повіту Яньшань | Клімат повіту Яньшань |
| Показник                | Січ.                  | Лют.                  | Бер.                  | Квіт.                 | Трав.                 | Черв.                 | Лип.                  | Серп.                 | Вер.                  | Жовт.                 | Лист.                 | Груд.                 | Рік                   |
| Середній максимум, °C   | 15,6                  | 18,3                  | 22,2                  | 25,3                  | 25,8                  | 26                    | 25,7                  | 25,6                  | 24,3                  | 21,7                  | 18,9                  | 15,9                  | 22,1                  |
| Середня температура, °C | 9,2                   | 11,4                  | 14,9                  | 18,3                  | 20                    | 21,1                  | 21                    | 20,6                  | 19,1                  | 16,6                  | 13,1                  | 9,7                   | 16,3                  |
| Середній мінімум, °C    | 5,3                   | 7,2                   | 10,1                  | 13,6                  | 16,1                  | 17,9                  | 18,1                  | 17,6                  | 15,9                  | 13,5                  | 9,5                   | 5,8                   | 12,6                  |
| Норма опадів, мм        | 16.4                  | 20.2                  | 32.9                  | 52                    | 109.5                 | 166.6                 | 189                   | 175.9                 | 102.5                 | 62.8                  | 46.9                  | 15.4                  | 990.1                 |
| Вологість повітря, %    | 81                    | 76                    | 70                    | 70                    | 75                    | 82                    | 85                    | 85                    | 83                    | 83                    | 81                    | 80                    | 79.3                  |
| ----------------------- | --------------------- | --------------------- | --------------------- | --------------------- | --------------------- | --------------------- | --------------------- | --------------------- | --------------------- | --------------------- | --------------------- | --------------------- | --------------------- |
| Джерело: data.cma.cn    |                       |                       |                       |                       |                       |                       |                       |                       |                       |                       |                       |                       |                       |